# Donald Francis Hanchon
Donald Francis Hanchon (* 9. Oktober 1947 in Wayne, Michigan) ist ein US-amerikanischer römisch-katholischer Geistlicher und emeritierter Weihbischof in Detroit.

## Leben
Donald Francis Hanchon empfing am 19. Oktober 1974 in der Pfarrkirche St. Mary in Wayne durch den Weihbischof in Detroit, Joseph Leopold Imesch, das Sakrament der Priesterweihe für das Erzbistum Detroit.
Am 22. März 2011 ernannte ihn Papst Benedikt XVI. zum Titularbischof von Horreomargum und zum Weihbischof in Detroit. Der Erzbischof von Detroit, Allen Vigneron, spendete ihm sowie den mit ihm ernannten Weihbischöfen Michael Jude Byrnes und José Arturo Cepeda Escobedo am 5. Mai desselben Jahres in der Kathedrale Most Blessed Sacrament in Detroit die Bischofsweihe; Mitkonsekratoren waren der Erzbischof von Saint Paul and Minneapolis, John Clayton Nienstedt, und der Bischof von Winona, John Michael Quinn.
Papst Franziskus nahm am 3. März 2023 das von Donald Francis Hanchon aus Altersgründen vorgebrachte Rücktrittsgesuch an.